# کوناروویتسه
کوناروویتسه (به چکی: Konárovice) یک منطقهٔ مسکونی در جمهوری چک است که در ناحیه کولین واقع شده‌است. کوناروویتسه ۷۶۷ نفر جمعیت دارد.